# Бондаренко Борис Андрійович
Бори́с Андрі́йович Бондаре́нко  (нар. 15 березня 1923  СРСР — пом. 2007 Москва) — радянський військовик, генерал-майор (1967).

## Життєпис
1942 року закінчив Томське артилерійське училище, 1948 — Вищу офіцерську артилерійську школу, а 1959 — Військову артилерійську командну академію.
У складі Воронезького, 1-го та 4-го Українських фронтів брав участь у німецько-радянській війні від липня 1942 до травня 1945 року. За звитягу був нагороджений орденами: Олександра Невського, Червоного Прапора, Вітчизняної війни I та II ступенів, Червоної Зірки, а також трьома медалями.
У подальшому служив на посадах командира полку ракетних військ та заступника командира 50-ї ракетної дивізії, а 1964 року став її командиром. Упродовж семи років він обіймав посаду командира дивізії, отримавши військове звання генерал-майора.
У листопаді 1971 року Борис Бондаренко був призначений на посаду начальника Пермського вищого командно-інженерного училища. Від 1973 року очолював відділ навчально-організаційного управління Головного управління військово-навчальних закладів Міністерства оборони СРСР. Звільнений з лав Збройних Сил за віком.
Помер у Москві 2007 року й похований на Кузьмінському кладовищі.